# Estimat Evan Hansen
|  | Aquest article tracta sobre el musical. Si cerqueu la pel·lícula, vegeu «Estimat Evan Hansen (pel·lícula)». |

Estimat Evan Hansen (anglès: Dear Evan Hansen) és un musical amb música i lletra de Benj Pasek i Justin Paul i llibret de Steven Levenson.
El musical es va estrenar a Broadway al Music Box Theatre el desembre de 2016, després de la seva estrena mundial a l'Arena Stage de Washington, DC, el juliol de 2015 i una producció a l'Off-Broadway al Second Stage Theatre entre els mesos de març i maig de 2016.
En la gala dels 71 Premis Tony, va ser nominat per a nou premis, guanyant-ne sis, inclòs el de millor actor en un musical per a Ben Platt, la millor actriu destacada en un musical per a Rachel Bay Jones, millor musical i la millor partitura.
El 2021 es va estrenar una adaptació cinematogràfica del musical. Va ser protagonitzada per Ben Platt i coproduïda per Marc Platt.

## Sinopsi

### Acte I
L'Evan Hansen és un noi que pateix fòbia social. El seu terapeuta, el Dr. Sherman, li recomana que s'escrigui cartes a ell mateix explicant per què aquell serà un bon dia. La seva mare, la Heidi, li proposa que demani a gent que firmi el guix del seu braç i així fer amics. La família Murphy està formada per la mare, la Cynthia, el pare, en Larry, i els fills, la Zoe i en Connor. La Cynthia i la Heidi s'imaginen com seria poder connectar amb els seus fills ("Anybody Have a Map?").
A l'escola, l'Evan coneix a l'Alana i en Jared, el seu únic amic (familiar). Aquests dos companys s'adonen del guix que porta al braç, però cap dels dos el signa. L'Evan es troba amb en Connor, qui creu que l'Evan s'en riu d'ell i, en conseqüència, en Connor tira a l'Evan a terra. La Zoe, germana d'en Connor i de qui està enamorada l'Evan, es veu obligada a demanar perdó pel comportament del seu germà. L'Evan es pregunta si aquest és el seu destí de la vida ("Waving Through a Window").
L'Evan s'escriu una carta a ell mateix, preguntant-se si algú se n'adonaria si ell no hi fos. Tota la seva esperança està concentrada amb la Zoe, ja que el seu crush amb ella és l'unica cosa que el fa feliç ("Waving Through a Window" [Reprise#1]). Es torna a trobar amb en Connor, qui, a la impressora, troba la carta que l'Evan s'ha escrit i la llegeix; ell es posa furiós quan llegeix la menció a la seva germana, pensant que l'Evan ho havia preparat tot perquè en Connor llegís la carta i així poder riure's d'ell. En Connor marxa molt enfadat i s'emporta la carta.
L'elevada ansietat de l'Evan sobre el que en Connor ha pogut fer amb la carta fa que li expliqui a en Jared sobre el que li va dir el terapeuta que havia de fer ("Waving Through a Window" [Reprise#2]). L'Evan és convocat al despatx del director i allà és on els pares d'en Connor li diuen que el seu fill es va suïcidar feia pocs dies i que li van trobar la carta de l'Evan a la butxaca, la qual creuen que era una nota de suïcidi dirigida a l'Evan. Aquest intenta negar-ho, però la Cynthia veu el nom d'en Connor escrit al guix, el què fa que encara estigui més segura del que ella creu.
L'Evan va a casa dels Murphy a sopar. En Jared li diu que només assenteixi i confirmi, i així evitar empitjorar les coses, però l'Evan està estrany i incòmode, així que, menteix i pretén que en Connor i ell eren millors amics i que s'enviaven missatges a través d'una conta secreta. L'Evan s'inventa com es va trencar el braç, dient que s'ho va fer en un camp de pomeres que la família Murphy havia visitat ("For Forever"). Quan l'Evan arriba a casa, la seva mare menciona que ha sentit sobre la mort d'en Connor, però l'Evan li diu que no es preocupi, que no el coneixia. Després d'adonar-se que necessita proves del compte secret de missatges, l'Evan diu a en Jared que necessita ajuda per crear aquestes proves ("Sincerely Me").
Quan l'Evan ensenya els missatges a la família Murphy, la Cynthia està molt feliç que en Connor tingués un amic, però en Larry està dolgut que en Connor es prengués la seva família i els privilegis que tenen per fet. La Cynthia intenta ensenyar els missatges a la Zoe, però tornen a discutir. La Zoe rebutja fer el dol per la mort del seu germà ("Requiem"). Tot i això, després de llegir la "nota de suïcidi", ella pregunta a l'Evan perquè en Connor escriuria sobre ella. Ell, incapaç de dir la veritat, li explica totes les raons de perquè l'estima, amb el pretext que és en Connor qui les deia. Superat per l'emoció, l'Evan fa un petó a la Zoe, però ella l'aparta i li demana que marxi.
A l'escola, l'Evan, juntament amb l'Alana i en Jared, funden "The Connor Project" per mantenir la memòria d'en Connor viva. Tots tres presenten la idea als Murphy i ells accepten donar suport al projecte ("Disappear"). Emocionada per la seva dedicació, la Cythina dona a l'Evan el collaret d'en Connor i li demana a l'Evan que el porti quan parli en el memorial d'en Connor. El discurs que fa l'Evan durant el llançament oficial de "The Connor Project" es fa viral. La Zoe, superada per l'impacte que el seu germà i l'Evan han tingut, li fa un petó ("You Will Be Found").

### Acte II
L'Evan i l'Alana creen la pàgina web de "The Connor Project" per recaptar 50.000 dòlars i així reobrir el camp de pomes abandonat. Però, l'Evan comença a preocupar-se per la seva relació amb la Zoe i amb la família nova que ha trobat en el Murphy; comença a oblidar la seva mare, en Jared i "The Connor Project" ("Sincerely Me" [Reprise]).
La Heidi li demana a l'Evan perquè no va explicar-li mai sobre "The Connor Project" o sobre la seva amistat amb en Connor. Ell, enfadat, li respon que no tenia temps perquè ella mai està a casa. Per superar les emocions, se'n va a casa els Murphy, on l'Evan connecta amb en Larry i li explica la seva infància. En Larry li ofereix un vell i inutilitzat guant de beisbol d'en Connor ("To Break In a Glove"). Més tard, quan l'Evan menciona en Connor, la Zoe li diu que ella no vol que la seva relació giri al voltant del seu germà, sinó sobre ells dos i prou ("Only Us").
L'Evan va a casa de la família d'en Connor i descobreix que han convidat a la Heidi a sopar. Ella queda sorpresa quan diuen que volen donar els diners destinats per la universitat d'en Connor a l'Evan. Ell i la seva mare tenen una discussió, en la qual li diu que ha trobat una família durant la seva absència. Mentrestant, l'Alana comença a trobar inconsistències en els missatges falsos. L'Evan demana a en Jared que l'ajudi a arreglar les imprecisions, però en Jared es nega i amenaça a l'Evan, dient-li que explicarà la veritat però, l'Evan li respon dient que podria ser que el paper que ha tingut en Jared en tot també podria ser descobert. A la consciència de l'Evan hi ha presents la Heidi, l'Alana i en Jared, cosa que fa que la culpa i els dubtes de l'Evan sobre les seves decisions empitjorin ("Good For You").
L'Evan decideix que ha de confessar el què ha fet. Una versió imaginària d'en Connor intenta fer que canviï d'opinió, però l'Evan crida que necessita posar fi a tot. En Connor li diu que si diu la veritat, tot el que ara té desapareixerà i l'única cosa restant que tindrà serà ell mateix ("For Forever (Reprise)"). Ell desapareix i deixa a l'Evan sol.
L'Evan demana perdó a l'Alana, però ella ja no vol ajudar més "The Connor Project", ja que té dubtes sobre coses que ha dit l'Evan. Ell ensenya a l'Alana la carta que, suposadament, era la nota de suïcidi d'en Connor. Ella s'adona que allò és la clau per aconseguir l'objectiu de diners, així que, la penja a internet i, en contra del que l'Evan voldria, es fa viral. En conseqüència, molta gent comença a pensar que la raó del suïcidi d'en Connor van ser els seus pares rics i despreocupats ("You Will Be Found (Reprise)").
La família Murphy es converteix en l'objectiu de comentaris despectius, ja que la gent creu que ells són la causa de la mort d'en Connor. L'Evan, desconsolat, es posa en la baralla dels Murphy en la que parlen sobre per què el seu fill es va suïcidar. L'Evan revela que s'ho va inventar tot, amb l'esperança que la relació entre ells millori. Mentre la Zoe i la seva mare marxen, en Larry gira l'esquena a l'Evan. Sol una altra vegada, l'Evan absorbeix el seu trencament ("Words Fall").
La Heidi veu la carta penjada a Internet i la reconeix com una de les tasques assignades pel seu terapeuta. Ella demana perdó a l'Evan per no veure que li havia estat fent mal, tot i això, l'Evan nega que sigui culpa seva a causa de la seva decepció. Ell insinua que la caiguda de l'arbre, que és com es va trencar el braç, va ser un intent de suïcidi. La mare explica a l'Evan que el dia que el seu pare va marxar de casa, no sabia com el cuidaria. Entre llàgrimes, la Heidi promet al seu fill que sempre estarà allà per ell quan la necessiti ("So Big / So Small").
Un any més tard, l'Evan encara viu a casa i treballa al Pottery Barn per tal de guanyar diners per anar a la universitat el següent semestre. Ell contacta amb la Zoe, a qui no ha vist des que es va saber la veritat, i li demana per poder-se trobar. Ella insisteix que s'haurien de trobar al camp de pomeres, que ha sigut reobert en memòria d'en Connor. Ell demana perdó a la Zoe per tot el mal que ha fet i li dona les gràcies a la seva família per haver guradat el secret. Ella el perdona i li diu que tota l'experiència ha fet que la seva família es torni a unir. Tots dos comparteixen un moment abans de separar-se. L'Evan, mentalment, es fa una última carta on reflecteix l'impacte que ha tingut a la seva comunitat i finalment s'accepta a ell mateix ("Finale").

## Personatges
- Evan Hansen: un noi de segon any de batxillerat amb fòbia social. El seu terapeuta li demana que s'escrigui cartes a ell mateix sobre per què el dia serà bo; això es convertirà en un dels elements principals de la trama. Les cartes comencen dient Dear Evan Hansen (lit. en català: Estimat Evan Hansen) i d'aquí ve el nom del musical.
- Heidi Hansen: la mare de l'Evan. Treballa com a auxiliar d'infermeria i a les nits va a estudiar i com a resultat, moltes nits, deixa a l'Evan sol.
- Zoe Murphy: la germana petita d'en Connor i l'amor d'en Hansen des de petit. Mai havia estat propera amb l'Evan, fins i tot l'odiava perquè pensava que era un monstre, tot i això, desitja haver-lo conegut millor i va amb ell quan l'Evan, mentint, diu que era amic d'en Connor.
- Cynthia Murphy: la mare d'en Connor i la Zoe. Sempre està intentat mantenir a la fràgil família junta, però, habitualment, sense èxit.
- Larry Murphy: el pare d'en Connor i la Zoe. Sempre està molt enfeinat i és molt distant amb la família.
- Connor Murphy: un estudiant de segon any de batxillerat que, com l'Evan, és un marginat social i no té amics; habitualment consumeix drogues per superar les seves tendències agressives.
- Alana Beck: la companya de classe de l'Evan més seria però també melodramàtica. Sempre intenta fer el màxim d'activitats curriculars i extracurriculars per millorar les seves oportunitats a la universitat.
- Jared Kleinman: l'amic graciós i sarcàstic de l'Evan. Ajuda a l'Evan i a l'Alana a fundar The Connor Project.

## Repartiment
| Personatge     | Washington, D.C (Arena Stage) [2015] | Off-Broadway (2016)                 | Broadway (2016)                     | Tour nacional (2018) | West End             | Buenos Aires      |
| -------------- | ------------------------------------ | ----------------------------------- | ----------------------------------- | -------------------- | -------------------- | ----------------- |
| Evan Hansen    | Ben Platt                            | Ben Platt                           | Ben Platt                           | Ben Levi Ross        | Sam Tutty            | Máximo Meyer      |
| Heidi Hansen   | Rachel Bay Jones                     | Rachel Bay Jones                    | Rachel Bay Jones                    | Jessica Phillips     | Rebecca McKinnis     | Julia Zenko       |
| Zoe Murphy     | Laura Dreyfuss                       | Laura Dreyfuss                      | Laura Dreyfuss                      | Maggie McKenna       | Lucy Anderson        | Rocío Hernández   |
| Cynthia Murphy | Jennifer Laura Thompson              | Jennifer Laura Thompson             | Jennifer Laura Thompson             | Christiane Noll      | Lauren Ward          | Laura Conforte    |
| Larry Murphy   | Michael Park                         | John Dossett                        | Michael Park                        | Aaron Lazar          | Rupert Young         | Fabio Aste        |
| Connor Murphy  | Mike Faist                           | Mike Faist                          | Mike Faist                          | Marrick Smith        | Doug Colling         | Guido Balzaretti  |
| Alana Beck     | Alexis Molnar                        | Kristolyn Lloyd and Maggie Spillane | Kristolyn Lloyd and Maggie Spillane | Phoebe Koyabe        | Nicole Raquel Dennis | Mariel Percossi   |
| Jared Kleinman | Will Rolland                         | Will Rolland                        | Will Rolland                        | Jared Goldsmith      | Jack Loxton          | Mariano Condoluci |

### Substitucions de repartiment notables

#### Broadway
- Evan Hansen: Noah Galvan,[10] Taylor Trensch,[10] Andrew Barth Feldman,[11] Jordan Fisher (actual)[12]
- Zoe Murphy: Mallory Bechtel[13]
- Heidi Hansen: Lisa Brescia,[14] Jessica Phillips[15]
- Connor Murphy: Alex Boniello[16]

## Números musicals
| Acte I - "Anybody Have a Map?" – Heidi, Cynthia - "Waving Through a Window" – Evan - "Waving Through a Window (Reprise #1)" – Evan † - "Waving Through a Window (Reprise #2)" – Alana † - "For Forever" – Evan - "Sincerely, Me" – Connor, Evan, Jared - "Requiem" – Zoe, Cynthia, Larry - "If I Could Tell Her" – Evan, Zoe - "Disappear" – Connor, Evan, Alana, Jared, Larry, Cynthia, Zoe - "You Will Be Found" – Evan, Alana, Jared, Zoe, Company, CV (comunitat virtual) | Acte II - "Sincerely, Me (Reprise)" – Connor, Jared † - "To Break In a Glove" – Larry, Evan - "Only Us" – Zoe, Evan - "Good for You" – Heidi, Alana, Jared, Evan - "For Forever (Reprise)" – Connor † - "You Will Be Found (Reprise)" – Alana, Jared, CV † - "Words Fail" – Evan - "So Big / So Small" – Heidi - "Finale" – Evan, Companyia |

† Indica que la cançó no està inclosa a la gravació original.

### Orquestracions
Les orquestracions del musical van ser obra de Alex Lacamoire, qui, en els Premis Tony de 2017, va guanyar en la categoria de Millors orquestracions.

### Gravació original de Broadway
La gravació del Càsting Original de Hamilton a Broadway va ser publicada el 3 de febrer de 2017 per la productora Atlantic Records. L'àlbum va guanyar el Grammy al millor àlbum de teatre musical.
Totes les cançons foren escrites i compostes per Benj Pasek i Justin Paul. 
| 1.            | «Anybody Have A Map?»     | Rachel Bay Jones Jennifer Laura Thompson          | 2:26  |
| 2.            | «Waving Through a Window» | Ben Platt                                         | 3:56  |
| 3.            | «For Forever»             | Platt                                             | 5:01  |
| 4.            | «Sincerely, Me»           | Mike Faist Platt Will Roland                      | 3:42  |
| 5.            | «Requiem»                 | Laura Dreyfuss Park Laura Thompson                | 4:19  |
| 6.            | «If I Could Tell Her»     | Dreyfuss Platt                                    | 4:08  |
| 7.            | «Disappear»               | Platt Faist Kristolyn Lloyd Roland Laura Thompson | 4:35  |
| 8.            | «You Will Be Found»       | Platt Lloyd Roland Dreyfus                        | 6:00  |
| 9.            | «To Break In a Glove»     | Park Platt                                        | 3:50  |
| 10.           | «Only Us»                 | Dreyfuss Platt                                    | 3:47  |
| 11.           | «Good For You»            | Bay Jones Lloyd Roland Platt                      | 3:05  |
| 12.           | «Words Fail»              | Platt                                             | 5:51  |
| 13.           | «So Big / So Small»       | Bay Jones                                         | 4:12  |
| 14.           | «Finale»                  | Platt                                             | 1:35  |
| Durada total: | Durada total:             | Durada total:                                     | 56:35 |

## Premis i nominacions

### Producció Washington, D.C (Arena Stage)
| Any  | Premis            | Categoria                                                 | Nominat(s)                                          | Resultats | Ref.   |
| ---- | ----------------- | --------------------------------------------------------- | --------------------------------------------------- | --------- | ------ |
| 2016 | Helen Hayes Award | Millor musical—Producció HAYES                            | Millor musical—Producció HAYES                      | Guanyador | [ 22 ] |
| 2016 | Helen Hayes Award | Millor direcció d'un musical—Producció HAYES              | Michael Greif                                       | Guanyador | [ 22 ] |
| 2016 | Helen Hayes Award | Millor actriu de repartiment d'un musical—Producció HAYES | Laura Dreyfuss                                      | Nominada  | [ 22 ] |
| 2016 | Helen Hayes Award | Millor actriu de repartiment d'un musical—Producció HAYES | Jennifer Laura Thompson                             | Nominada  | [ 22 ] |
| 2016 | Helen Hayes Award | Millor repartiment d'un musical—Producció HAYES           | Millor repartiment d'un musical—Producció HAYES     | Guanyador | [ 22 ] |
| 2016 | Helen Hayes Award | Millor disseny d'il·luminació—Producció HAYES             | Japhy Weideman                                      | Nominat   | [ 22 ] |
| 2016 | Helen Hayes Award | Millor direcció musical—Producció HAYES                   | Ben Cohn                                            | Nominat   | [ 22 ] |
| 2016 | Helen Hayes Award | Millor disseny d'escenari d'un musical—Producció HAYES    | David Kornis (Escenari) i Peter Nigrini (Projecció) | Nominats  | [ 22 ] |

### Producció original Off-Broadway
| Any  | Premis                                                | Categoria                                             | Nominat(s)                                                              | Resultat   | Ref.   |
| ---- | ----------------------------------------------------- | ----------------------------------------------------- | ----------------------------------------------------------------------- | ---------- | ------ |
| 2016 | Premi Charles MacArthur al millor musical o obra nova | Premi Charles MacArthur al millor musical o obra nova | Steven Levenson (llibret), Benj Pasek and Justin Paul (lletra i música) | Nominats   | [ 23 ] |
| 2016 | Premis Outer Critics Circle                           | Millor musical nou Off-Broadway                       | Millor musical nou Off-Broadway                                         | Guanyador  | [ 24 ] |
| 2016 | Premis Outer Critics Circle                           | Millor banda sonor original (Broadway o Off-Broadway) | Benj Pasek i Justin Paul                                                | Nominats   | [ 24 ] |
| 2016 | Premis Outer Critics Circle                           | Millor llibert d'un musical (Broadway o Off-Broadway) | Steven Levenson                                                         | Guanyador  | [ 24 ] |
| 2016 | Premis Outer Critics Circle                           | Millor director d'un musical                          | Michael Greif                                                           | Nominat    | [ 24 ] |
| 2016 | Premis Outer Critics Circle                           | Millor actor en un musical                            | Ben Platt                                                               | Nominat    | [ 24 ] |
| 2016 | Premis Outer Critics Circle                           | Millor disseny de producció (obra o musical)          | Peter Nigrini                                                           | Nominat    | [ 24 ] |
| 2016 | Premis Off Broadway Alliance                          | Millor musical nou                                    | Millor musical nou                                                      | Nominat    | [ 25 ] |
| 2016 | Premis Drama League                                   | Millor producció d'un musical Off-Broadway o Broadway | Millor producció d'un musical Off-Broadway o Broadway                   | Nominat    | [ 26 ] |
| 2016 | Premis Drama League                                   | Actuació distingida                                   | Ben Platt                                                               | Nominat    | [ 26 ] |
| 2016 | Premis Drama Desk                                     | Millor lletra                                         | Benj Pasek i Justin Paul                                                | Guanyadors | [ 27 ] |
| 2016 | Premis Drama Desk                                     | Millor actriu de repartiment en un musical            | Rachel Bay Jones                                                        | Nominada   | [ 27 ] |
| 2016 | Premis Drama Desk                                     | Millor disseny de projecció                           | Peter Nigrini                                                           | Nominat    | [ 27 ] |
| 2016 | Premis Obie                                           | Premi Obie del teatre musical                         | Steven Levenson (Book), Benj Pasek and Justin Paul (Lyrics & Music)     | Guanyadors | [ 28 ] |
| 2016 | Premis Obie                                           | Premi Obie per a l'actuació d'un actor principal      | Ben Platt                                                               | Guanyador  | [ 28 ] |
| 2017 | Premis Lucille Lortel                                 | Millor musical                                        | Millor musical                                                          | Nominat    | [ 29 ] |
| 2017 | Premis Lucille Lortel                                 | Millor actor en un musical                            | Ben Platt                                                               | Guanyador  | [ 29 ] |
| 2017 | Premis Lucille Lortel                                 | Millor actriu de repartiment d'un musical             | Rachel Bay Jones                                                        | Guanyadora | [ 29 ] |
| 2017 | Premis Lucille Lortel                                 | Millor disseny de projecció                           | Peter Nigrini                                                           | Nominat    | [ 29 ] |

### Porducció original de Broadway
| Any  | Premis              | Categoria                                                       | Nominat(s) | Resultat   | Ref.   |
| ---- | ------------------- | --------------------------------------------------------------- | --- | ---------- | ------ |
| 2017 | Premis Tony         | Millor musical                                                  | Millor musical | Guanyador  | [ 30 ] |
| 2017 | Premis Tony         | Millor llibret d'un musical                                     | Steven Levenson | Guanyador  | [ 30 ] |
| 2017 | Premis Tony         | Millor banda sonora original                                    | Benj Pasek and Justin Paul | Guanyador  | [ 30 ] |
| 2017 | Premis Tony         | Millor actor d'un musical                                       | Ben Platt | Guanyador  | [ 30 ] |
| 2017 | Premis Tony         | Millor actor de repartiment d'un musical                        | Mike Faist | Nominat    | [ 30 ] |
| 2017 | Premis Tony         | Millor actriu de repartiment d'un musical                       | Rachel Bay Jones | Guanyadora | [ 30 ] |
| 2017 | Premis Tony         | Millor disseny d'il·luminació d'un musical                      | Japhy Weideman | Nominat    | [ 30 ] |
| 2017 | Premis Tony         | Millor direcció d'un musical                                    | Michael Greif | Nominat    | [ 30 ] |
| 2017 | Premis Tony         | Millors orquestracions                                          | Alex Lacamoire | Guanyador  | [ 30 ] |
| 2017 | Drama League Awards | Outstanding Production of a Broadway or Off-Broadway Production | Outstanding Production of a Broadway or Off-Broadway Production | Guanyador  |        |
| 2017 | Drama League Awards | Distinguished Performance                                       | Ben Platt | Guanyador  |        |
| 2017 | Drama League Awards | Distinguished Performance                                       | Rachel Bay Jones | Nominat    |        |
| 2018 | Premis Grammy       | Millor àlbum de teatre musical                                  | Laura Dreyfuss, Mike Faist, Rachel Bay Jones, Kristolyn Lloyd, Michael Park, Ben Platt, Will Roland & Jennifer Laura Thompson (principal soloists); Pete Ganbarg, Alex Lacamoire, Stacey Mindich, Benj Pasek and Justin Paul (producers); Benj Pasek and Justin Paul (composers/lyricists) | Guanyador  |        |
| 2018 | Premis Daytime Emmy | Outstanding Musical Performance in a Daytime Program            | Ben Platt & the Cast of Dear Evan Hansen "You Will Be Found" (performed on Today) | Guanyador  |        |

### Producció original de West End
| Any  | Premis                        | Categoria                                           | Nominat(s)                               | Resultats  | Ref.   |
| ---- | ----------------------------- | --------------------------------------------------- | ---------------------------------------- | ---------- | ------ |
| 2019 | Premi Critics' Circle Theater | Actor debutant més primetedor                       | Sam Tutty                                | Guanyador  | [ 31 ] |
| 2020 | Premis Laurence Olivier       | Millor musical nou                                  | Millor musical nou                       | Guanyador  | [ 32 ] |
| 2020 | Premis Laurence Olivier       | Millor actor en un musical                          | Sam Tutty                                | Guanyador  | [ 32 ] |
| 2020 | Premis Laurence Olivier       | Millor actor de repartiment en un musical           | Jack Loxton                              | Nominat    | [ 32 ] |
| 2020 | Premis Laurence Olivier       | Millor actor de repartiment en un musical           | Rupert Young                             | Nominat    | [ 32 ] |
| 2020 | Premis Laurence Olivier       | Millor actriu de repartiment en un musical          | Lucy Anderson                            | Nominada   | [ 32 ] |
| 2020 | Premis Laurence Olivier       | Millor actriu de repartiment en un musical          | Lauren Ward                              | Nominada   | [ 32 ] |
| 2020 | Premis Laurence Olivier       | Millor banda sonora original o noves orquestracions | Alex Lacamoire, Benj Pasek i Justin Paul | Guanyadors | [ 32 ] |